# Campeonato da Região Serrana
O Campeonato da Região Norte, inicialmente denominado Campeonato da Região Serrana, é uma competição criada em 2013 pela Federação Gaúcha de Futebol, envolvendo  clubes gaúchos de futebol profissional. Os clubes que disputam esta competição são oriundos de cidades da serra do Estado.
É disputado paralelamente com o Campeonato da Região Sul-Fronteira e o Campeonato da Região Metropolitana, na medida em que os campeões de cada campeonato enfrentam-se na Super Copa Gaúcha.
No Campeonato da Região Serrana, participam clubes das Séries A1, A2 e Segunda Divisão do Campeonato Gaúcho.

## Fórmula
O campeonato é disputado em duas fases. Na primeira, os clubes disputam primeiro e segundo turnos.Na segunda, disputam a fase final, com o confronto entre campeão do primeiro contra o campeão do segundo turno.
Já os turnos são divididos em três etapas. Na primeira, os clubes realizam jogos contra adversários dentro do grupo, em partidas somente de ida, classificando-se para a segunda etapa os quatro primeiros colocados do grupo.

### Semifinal
A segunda etapa é a semifinal. As quatro equipes classificadas realizam jogos de ida e volta. O primeiro enfrenta o quinto melhor colocado entre Copa Norte e Copa Sul  e o segundo joga com o terceiro.

#### Final
A terceira etapa é a final entre os vencedores das semifinais. Os campeões de cada turno se enfrentam na grande final do Campeonato da Região Serrana. Na hipótese de que um clube conquiste os dois turnos, será declarado campeão antecipadamente.

## Vaga
Ao campeão cabe o direito de disputar a Super Copa Gaúcha.

## Títulos por equipe
| Clube               | Cidade               | Títulos | Vices | Terceiro lugar | Quarto lugar |
| ------------------- | -------------------- | ------- | ----- | -------------- | ------------ |
| Juventude           | Caxias do Sul        | 1       | -     | -              | 1            |
| Caxias              | Caxias do Sul        | 1       | -     | -              | -            |
| União Frederiquense | Frederico Westphalen | 1       | -     | -              | -            |
| Passo Fundo         | Passo Fundo          | 1       | -     | -              | -            |
| Novo Hamburgo       | Novo Hamburgo        | -       | 1     | -              | -            |
| Lajeadense          | Lajeado              | -       | 1     | -              | -            |
| Veranópolis         | Veranópolis          | -       | 1     | -              | -            |
| Ypiranga de Erechim | Erechim              | -       | 1     | 1              | -            |
| Marau               | Marau                | -       | -     | 2              | -            |
| Apafut              | Flores da Cunha      | -       | -     | 1              | -            |
| Palmeirense         | Palmeira das Missões | -       | -     | -              | 1            |
| Esportivo           | Bento Gonçalves      | -       | -     | -              | 1            |
| PRS/Garibaldi       | Garibaldi            | -       | -     | -              | 1            |

## Títulos por cidades
| Cidade               | Títulos | Vices | Terceiro lugar | Quarto lugar |
| -------------------- | ------- | ----- | -------------- | ------------ |
| Caxias do Sul        | 2       | -     | -              | 1            |
| Frederico Westphalen | 1       | -     | -              | -            |
| Passo Fundo          | 1       | -     | -              | -            |
| Novo Hamburgo        | -       | 1     | -              | -            |
| Lajeado              | -       | 1     | -              | -            |
| Veranópolis          | -       | 1     | -              | -            |
| Erechim              | -       | 1     | 1              | -            |
| Marau                | -       | -     | 2              | -            |
| Flores da Cunha      | -       | -     | 1              | -            |
| Palmeira das Missões | -       | -     | -              | 1            |
| Bento Gonçalves      | -       | -     | -              | 1            |
| Garibaldi            | -       | -     | -              | 1            |